# Lochschaufel

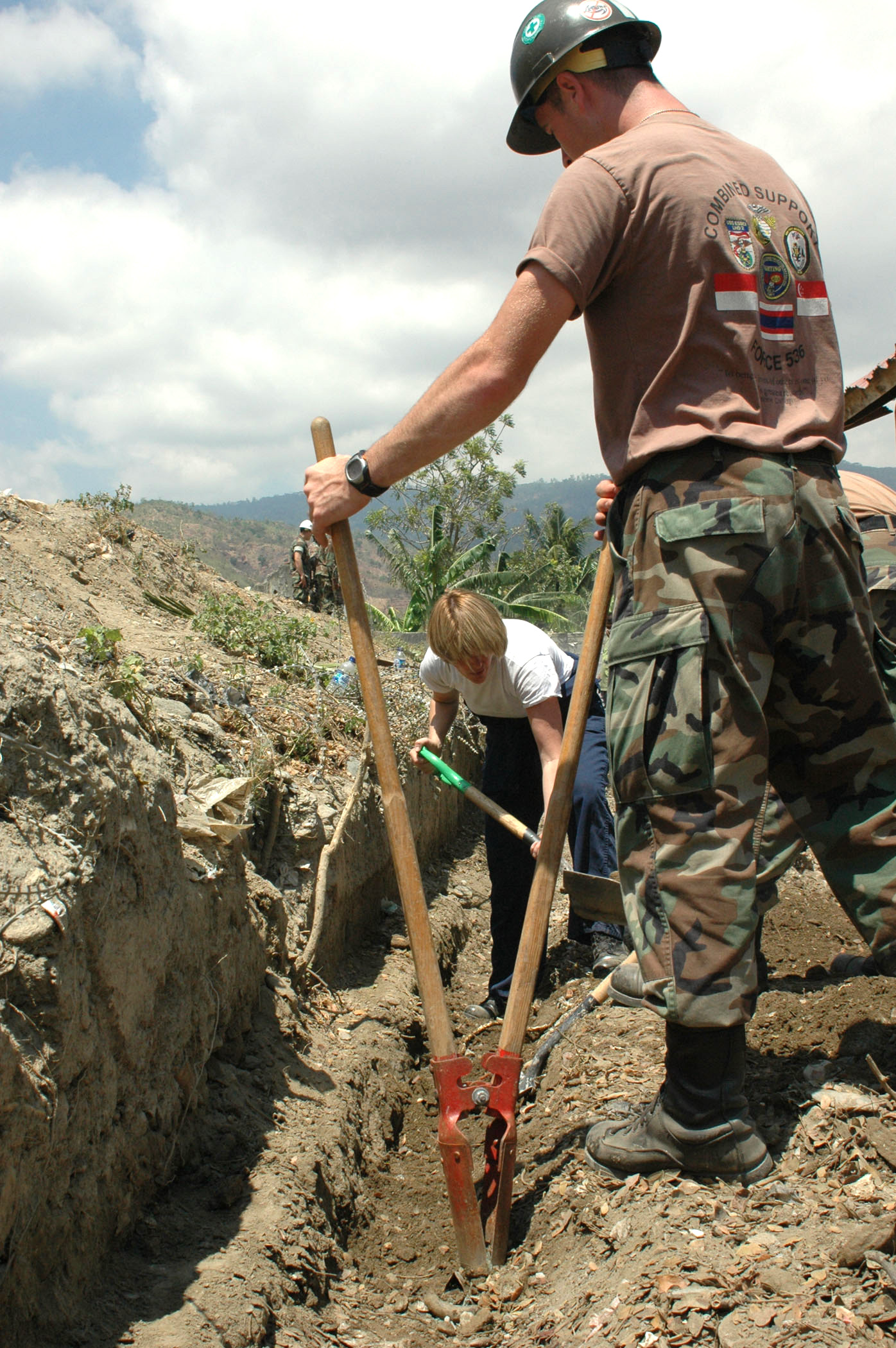
Soldat der U.S. Navy mit Lochschaufel (2006)

Die Lochschaufel (auch "Lochspaten") ist insbesondere für das Graben von Löchern für Zaunpfähle geeignet. Dabei greifen bei diesem Werkzeug zwei Schaufeln ineinander und heben die Erde aus dem Loch. Es vereinfacht das Ausheben eines Loches, beschränkt auf einen gewünschten Radius.
Eine Alternative besteht oft in einem Handerdbohrer.